# Hettangien
| Systeem                              | Serie           | Etage         | Ouderdom (Ma) |
| ------------------------------------ | --------------- | ------------- | ------------- |
| Krijt                                | Vroeg           | Berriasien    | Jonger        |
| Jura                                 | Boven (Malm)    | Tithonien     | 145,0–152,1   |
| Jura                                 | Boven (Malm)    | Kimmeridgien  | 152,1–157,3   |
| Jura                                 | Boven (Malm)    | Oxfordien     | 157,3–163,5   |
| Jura                                 | Midden (Dogger) | Callovien     | 163,5–166,1   |
| Jura                                 | Midden (Dogger) | Bathonien     | 166,1–168,3   |
| Jura                                 | Midden (Dogger) | Bajocien      | 168,3–170,3   |
| Jura                                 | Midden (Dogger) | Aalenien      | 170,3–174,1   |
| Jura                                 | Onder (Lias)    | Toarcien      | 174,1–182,7   |
| Jura                                 | Onder (Lias)    | Pliensbachien | 182,7–190,8   |
| Jura                                 | Onder (Lias)    | Sinemurien    | 190,8–199,3   |
| Jura                                 | Onder (Lias)    | Hettangien    | 199,3–201,3   |
| Trias                                | Boven           | Rhaetien      | Ouder         |
| Indeling van het Jura volgens de ICS |                 |               |               |

Het Hettangien (Vlaanderen: Hettangiaan) is de oudste tijdsnede in het Vroeg-Jura. Het heeft een ouderdom van 201,3 ± 0,2 tot 199,3 ± 0,3 Ma. Het Hettangien volgt op het Rhaetien, de bovenste etage in het Trias (Keuper). Op het Hettangien volgt het Sinemurien.
In de Europese stratigrafie is het Hettangien de onderste etage in het Onder-Jura. De etage is gelijktijdig met de Nieuw-Zeelandse etage Aratauran.

## Naamgeving en definitie
Het Hettangien is genoemd naar de plaats Hettange-Grande, in het Franse departement Moselle. De naam werd voor het eerst gebruikt door de Zwitserse geoloog Eugène Renevier in 1864.

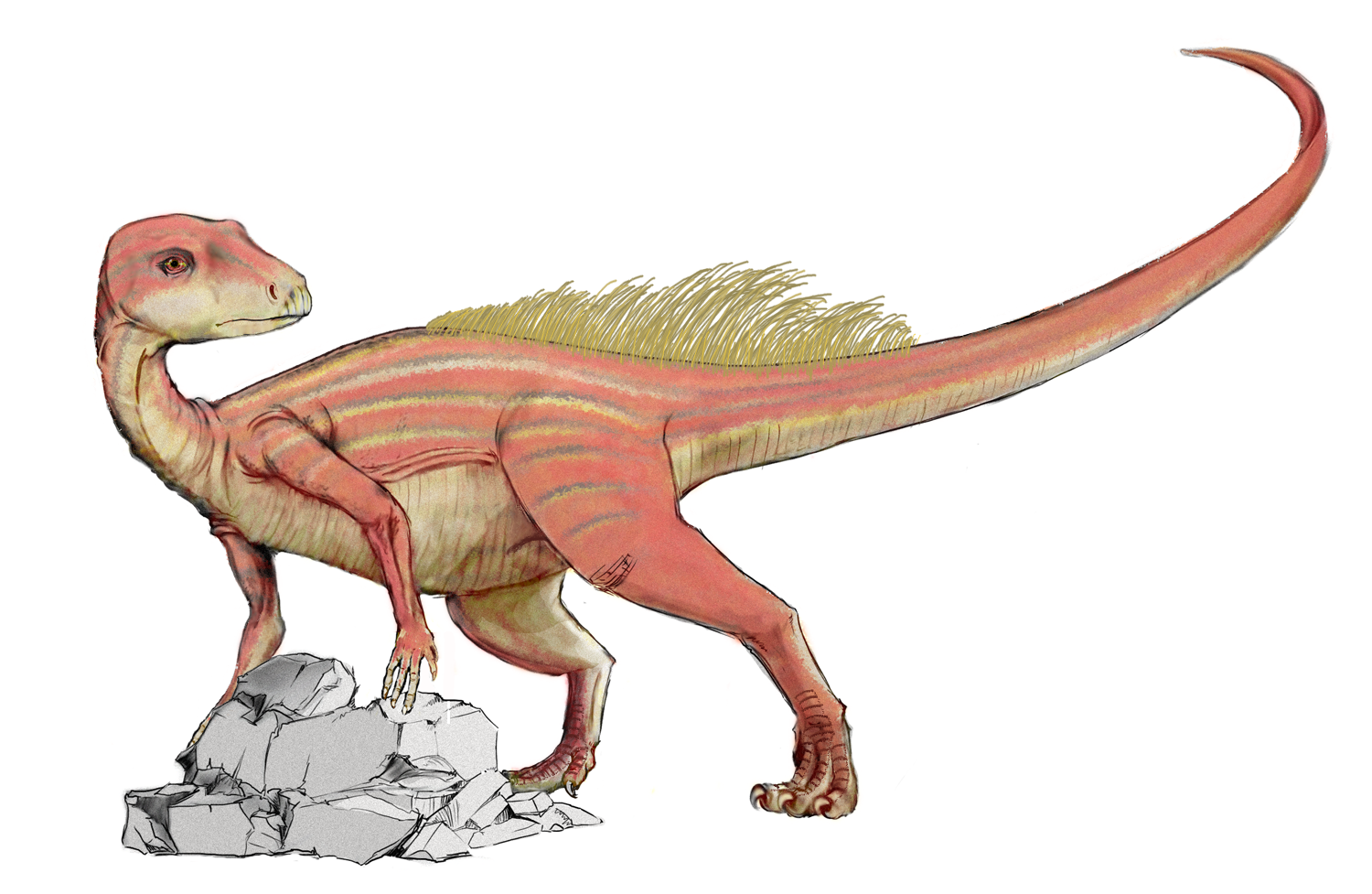
Abrictosaurus, een dinosauriër uit de Upper Elliot Formation (Hettangien-Sinemurien) in Lesotho en de Kaapprovincie.

De basis van het Hettangien wordt gedefinieerd door het eerste voorkomen van de gladde ammoniet Psiloceras planorbis. De top wordt gedefinieerd door het eerste voorkomen van de ammonietengeslachten Vermiceras en Metophioceras.